# Rue du Fourbastard
La rue du Fourbastard (en occitan : carrièra del Forn de Bastard) est une voie de Toulouse, chef-lieu de la région Occitanie, dans le Midi de la France.

## Situation et accès

### Description
La rue du Fourbastard est une voie publique. Elle relie les quartiers Capitole, dans sa partie ouest, et Saint-Georges, dans sa partie est, dans le secteur 1 - Centre.
Longue de 125 mètres, elle naît perpendiculairement à la rue des Puits-Clos. Elle suit un tracé presque rectiligne, orienté à l'est. Relativement étroite, la première partie de la rue ne fait que 4 mètres de large. La rue est ensuite coupée en deux par la rue d'Alsace-Lorraine. Elle se termine au croisement de la rue de la Pomme.
La chaussée compte une seule voie de circulation automobile en sens unique, de la rue d'Alsace-Lorraine vers la rue des Puits-Clos dans sa première partie, et de la rue d'Alsace-Lorraine vers la rue de la Pomme dans sa seconde partie. La première partie de la rue est de plus définie comme une rue piétonne, où la circulation est réglementée et limitée à 6 km/h. La seconde partie de la rue appartient à une zone de rencontre et la vitesse y est limitée à 20 km/h. Il n'existe pas de bande, ni de piste cyclable, quoiqu'elle soit à double-sens cyclable sur toute sa longueur.

### Voies rencontrées
La rue du Fourbastard rencontre les voies suivantes, dans l'ordre des numéros croissants :
1. Rue des Puits-Clos
2. Rue d'Alsace-Lorraine
3. Rue de la Pomme

## Odonymie
La rue du Fourbastard a toujours porté ce nom depuis les premières mentions du nom au XIVe siècle (carraria Furni Bastardi en latin médiéval). Le nom lui vient d'un four qui appartenait à un certain Bastard. En 1794, pendant la Révolution française, la rue reçoit le nom de Lycurgue, législateur spartiate et auteur de la Grande Rhêtra, qui vécut au IXe siècle av. J.-C..

## Histoire

### Moyen Âge et période moderne

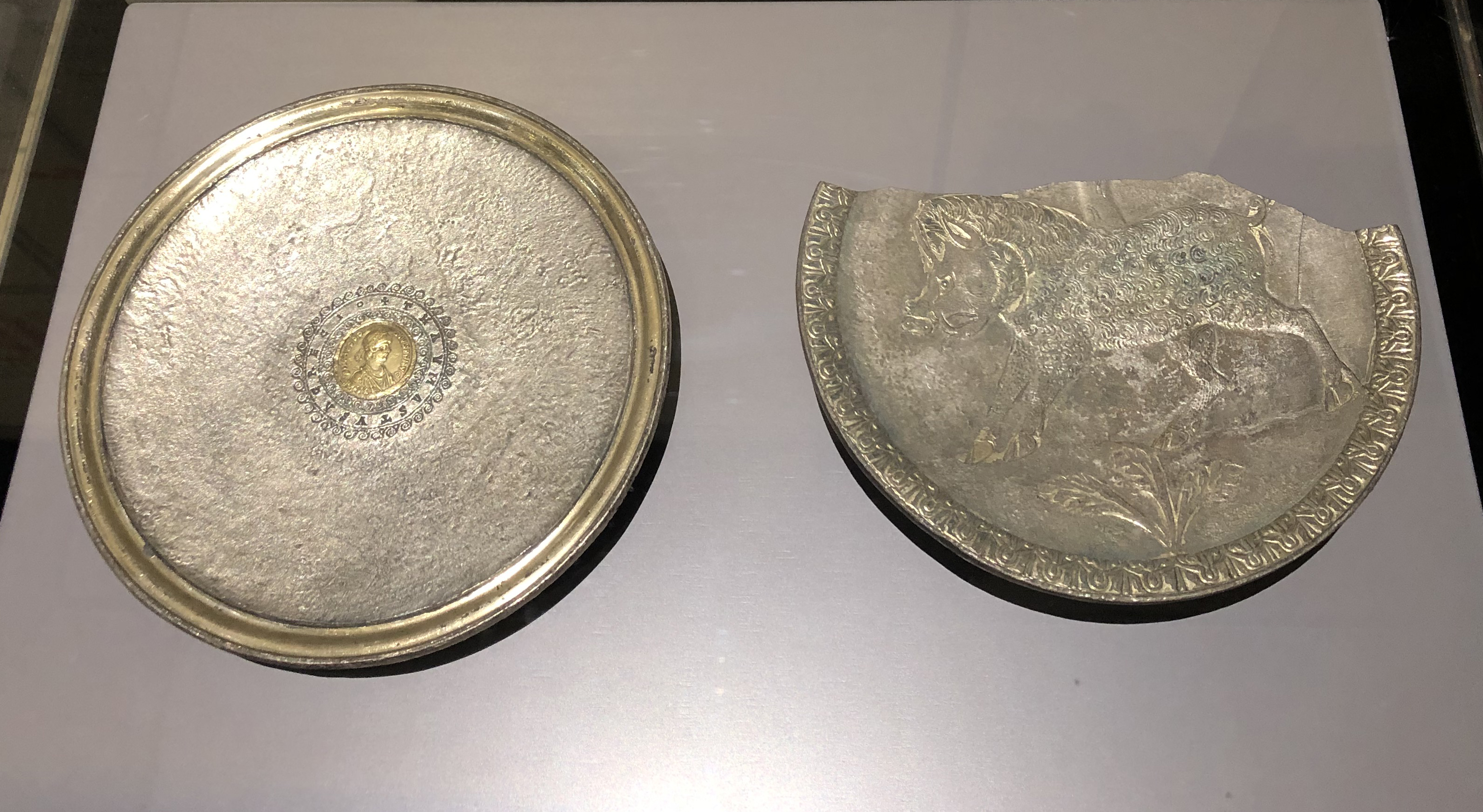
Plats en argent (Ve siècle, musée national de Varsovie).

L'histoire de Toulouse au Haut Moyen Âge, particulièrement à la période wisigothique, est mal connue. Des travaux au milieu du XIXe siècle dans une maison de la rue (actuel no 2) ont cependant permis de mettre au jour deux plats en argent, datés des Ve – VIe siècles, dont l'un conserve incrustée un multiplum d'or de l'empereur Théodose II.
Au Moyen Âge tardif, la rue du Fourbastard appartient au capitoulat de la Pierre. Elle doit son nom à un four à pain public qui se trouve dans un immeuble à l'entrée de la rue (emplacement de l'actuel no 3). En 1463, la rue est touchée par les importantes destructions du Grand incendie que connaît la ville. Malgré les interdictions répétées des capitouls au XVIe siècle, les constructions en corondage restent nombreuses (actuels no 19, 20 et 22). La rue est peuplée de nombreux marchands et ouvriers, principalement des « ugniers » (unheires ou onheires en occitan), fabricants et porteurs d'huile. On trouve également, au milieu de ce siècle, une auberge à enseigne privilégiée, l'hôtellerie de Saint-Pierre, au carrefour de la rue des Puits-Clos (emplacement de l'actuel no 2). Les membres des élites toulousaines s'installent aussi dans la rue : en 1550, Arnaud de Lort, marchand et capitoul en 1548-1549, occupe une maison (actuel no 19). Au cours des XVIIe et XVIIIe siècles, la plupart des immeubles sont reconstruits ou reçoivent simplement de nouvelles façades.

### Époque contemporaine
Le visage de la rue se transforme au cours du XIXe siècle. Les premiers travaux, dans la première moitié du siècle, visent à élargir la rue, et plusieurs immeubles sont reconstruits afin de mettre les façades à l'alignement (actuels no 1, 3 et 23). 
Mais la rue du Fourbastard est surtout bouleversée par le percement de la rue Longitudinale, rebaptisée rue d'Alsace-Lorraine entre 1869 et 1873, qui l'éventre et la coupe en deux. Plusieurs maisons sont abattues, tandis que de nouveaux immeubles de prestige, dans le goût haussmannien, sont élevés à la place. En 1879 est construit le siège du Crédit Lyonnais, avec son élégante rotonde d'angle, à l'emplacement de trois maisons (anciens no 6, 8 et 10).
Au début du XXIe siècle, la rue reste très commerçante, avec de nombreuses boutiques. Elle bénéficie par ailleurs des opérations de protection du centre historique et de la restauration de plusieurs façades. Dans le même temps, des travaux de réfection de la chaussée rendent la rue semi-piétonne.

## Patrimoine et lieux d'intérêt
- no  6 : immeuble Delpech.
L'immeuble est construit en 1879, après l'ouverture de la rue d'Alsace-Lorraine, pour M. Delpech sur les plans de l'architecte Giraud Lapierre. Il présente sur la rue du Fourbastard une large façade, qui se développe sur cinq travées et s'élève sur sept niveaux. Le rez-de-chaussée et l'entresol sont bâtis en pierre, les étages en brique claire. Le rez-de-chaussée est, traité en bossage continu, est percé de grandes ouvertures de boutique rectangulaires. Le 1er étage est mis en valeur par un balcon en pierre, soutenu par de lourdes consoles sculptées, qui porte un garde-corps en fonte aux motifs végétaux et géométriques. Au-dessus, les étages supérieurs sont simplement séparés par des cordons. L'élévation est couronnée par une corniche à modillons. Surtout, l'angle de la rue d'Alsace-Lorraine est mis en valeur par une rotonde[5].

- no  19 : maison.
Cette large maison de cinq travées est reconstruite en corondage, entre la fin du XVe et le début du XVIe siècle, après le Grand incendie de Toulouse en 1463. Au rez-de-chaussée, un placage de plaquettes de parement a été posé sur la façade, mais une partie du solin en pierre est encore visible. Une statuette de style gothique, représentant l'apôtre Pierre portant deux clés, est encore encastrée dans une niche de la façade. Au-dessus de la porte, décentrée à droite, se trouve un blason accompagnés des deux monogrammes IHS et MA[6].

- no  24 : immeuble.
L'immeuble se compose de deux corps de bâtiment différents, probablement réunis au cours du XVIIIe siècle. Celui de droite, qui ne compte qu'une seule travée, est ouvert au rez-de-chaussée par une arcade de boutique en plein cintre. Le corps de bâtiment de gauche possède des ouvertures rectangulaires. La porte piétonne, à gauche, est surmontée d'une imposte. Une corniche moulurée sépare ce niveau des étages supérieurs. Au 1er étage, les fenêtres ont des appuis en pierre et des garde-corps en fer forgé au décor géométrique avec une palmette. Une large corniche moulurée surmonte les élévations[7].